# 렵독인
《렵독인》(중국어 간체자: 猎毒人, 정체자: 獵毒人, 병음: Liè dú rén 례두런[*])은 중국의 드라마이다.